# Liste der Landschaftsschutzgebiete in Mittelfranken
Die Liste der Landschaftsschutzgebiete in Mittelfranken bindet folgende Listen der Landschaftsschutzgebiete in mittelfränkischen Landkreisen und Städten aus dem Artikelnamensraum ein:

## Landkreise und Gemeinden
- Liste der Landschaftsschutzgebiete im Landkreis Ansbach
- Liste der Landschaftsschutzgebiete in Ansbach
- Liste der Landschaftsschutzgebiete in der Stadt Erlangen
- Liste der Landschaftsschutzgebiete im Landkreis Erlangen-Höchstadt
- Liste der Landschaftsschutzgebiete in Fürth
- Liste der Landschaftsschutzgebiete im Landkreis Fürth
- Liste der Landschaftsschutzgebiete im Landkreis Neustadt an der Aisch-Bad Windsheim
- Liste der Landschaftsschutzgebiete in der Stadt Nürnberg
- Liste der Landschaftsschutzgebiete im Landkreis Nürnberger Land
- Liste der Landschaftsschutzgebiete im Landkreis Roth
- Liste der Landschaftsschutzgebiete in Schwabach
- Liste der Landschaftsschutzgebiete im Landkreis Weißenburg-Gunzenhausen

Die Auswahl entspricht dem Regierungsbezirk Mittelfranken. Im Regierungsbezirk gibt es 91 Landschaftsschutzgebiete (Stand Oktober 2018).

## Hinweise zu den Angaben in der Tabelle
- Gebietsname: Amtliche Bezeichnung des Schutzgebietes
- Bild/Commons: Bild und Link zu weiteren Bildern aus dem Schutzgebiet
- LSG-ID: Amtliche Nummer des Schutzgebietes
- WDPA-ID: Link zum Eintrag des Schutzgebietes in der World Database on Protected Areas
- Wikidata: Link zum Wikidata-Eintrag des Schutzgebietes
- Ausweisung: Datum der Ausweisung als Schutzgebiet
- Gemeinde(n): Gemeinden, auf denen sich das Schutzgebiet befindet
- Lage: Geografischer Standort
- Fläche: Gesamtfläche des Schutzgebietes in Hektar
- Flächenanteil: Anteilige Flächen des Schutzgebietes in Landkreisen/Gemeinden, Angabe in % der Gesamtfläche
- Bemerkung: Besonderheiten und Anmerkungen

Bis auf die Spalte Lage sind alle Spalten sortierbar.
| Gebietsname | Bild/Commons   | LSG-ID       | WDPA-ID | Wikidata  | Ausweisung | Gemeinde(n)      | Lage     | Fläche ha | Flächenanteil | Bemerkung |
| --- | -------------- | ------------ | ------- | --------- | ---------- | ---------------- | -------- | --------- | --- | --------- |
| LSG Hesselberg im Landkreis Ansbach | weitere Bilder | LSG-00372.01 | 395881  | Q59586305 | 1985       |                  | Position | 1475,52   | Landkreis Ansbach (100 %) |           |
| LSG innerhalb des Naturparks Frankenhöhe (ehemals Schutzzone) | weitere Bilder | LSG-00570.01 | 396120  | Q59586306 | 1988       |                  | Position | 76583,5   | Ansbach (2,3 %), Landkreis Ansbach (70,5 %), Landkreis Neustadt an der Aisch (27,1 %) |           |
| Grünau |                | LSG-00340.01 | 395830  | Q59585102 | 2004       |                  | Position | 56,74     | Erlangen (99,8 %) |           |
| Dechsendorfer Weihergebiet | weitere Bilder | LSG-00340.02 | 395831  | Q59585104 | 2004       |                  | Position | 169,83    | Erlangen (99,9 %) |           |
| Mönau | weitere Bilder | LSG-00340.03 | 395832  | Q59585105 | 2004       |                  | Position | 554,53    | Erlangen (99,9 %) |           |
| Dechsendorfer Lohe |                | LSG-00340.04 | 395833  | Q59585107 | 2004       |                  | Position | 67,18     | Erlangen (99,9 %) |           |
| Seebachgrund | weitere Bilder | LSG-00340.05 | 395834  | Q59585109 | 2004       |                  | Position | 114,48    | Erlangen (99,9 %) |           |
| Moorbachtal | weitere Bilder | LSG-00340.06 | 395835  | Q59585110 | 2004       |                  | Position | 49,55     | Erlangen (99,9 %) |           |
| Regnitztal | weitere Bilder | LSG-00340.07 | 395836  | Q59585112 | 2004       |                  | Position | 927,48    | Erlangen (99,9 %) |           |
| Meilwald mit Eisgrube | weitere Bilder | LSG-00340.08 | 395837  | Q59585114 | 1983       |                  | Position | 226,38    | Erlangen (99,9 %) |           |
| Schwabachtal | weitere Bilder | LSG-00340.09 | 395838  | Q59585116 | 2004       |                  | Position | 66,71     | Erlangen (100 %) |           |
| Steinforstgraben mit Kosbacher Weihern und Dauerwaldstreifen östlich des Main-Donau-Kanals | weitere Bilder | LSG-00340.10 | 395839  | Q59585118 | 2004       |                  | Position | 142,12    | Erlangen (100 %) |           |
| Bimbachtal | weitere Bilder | LSG-00340.11 | 395840  | Q59585119 | 2004       |                  | Position | 51,75     | Erlangen (100 %) |           |
| Rittersbachtal | weitere Bilder | LSG-00340.12 | 395841  | Q59585121 | 2004       |                  | Position | 68,69     | Erlangen (100 %) |           |
| Schutzstreifen beiderseits der Bundesautobahn A3 |                | LSG-00340.13 | 395842  | Q59585123 | 2004       |                  | Position | 52,27     | Erlangen (100 %) |           |
| Klosterwald mit Lobersweihern und dem Grünzug westlich des Ortsteiles Neuses | weitere Bilder | LSG-00340.14 | 395843  | Q59585124 | 2004       |                  | Position | 193,96    | Erlangen (100 %) |           |
| Aurachtal | weitere Bilder | LSG-00340.15 | 395844  | Q59585126 | 2004       |                  | Position | 192,81    | Erlangen (99,9 %) |           |
| Römerreuth und Umgebung |                | LSG-00340.16 | 395845  | Q59585128 | 1983       |                  | Position | 107,88    | Erlangen (99,9 %) |           |
| Hutgraben mit Winkelfeld und Wolfsmantel | weitere Bilder | LSG-00340.17 | 395846  | Q59585129 | 1983       |                  | Position | 188,33    | Erlangen (99,9 %) |           |
| Bachgraben | weitere Bilder | LSG-00340.18 | 395847  | Q59585131 | 1983       |                  | Position | 9,59      | Erlangen (100 %) |           |
| Brucker Lache mit Langenaufeld | weitere Bilder | LSG-00340.19 | 395848  | Q59585133 | 1983       |                  | Position | 322,4     | Erlangen (100 %) |           |
| Schutz von Landschaftsteilen im Gebiet des Landkreises Höchstadt an der Aisch, LSG Großdechsendorfer Weihergebiet | weitere Bilder | LSG-00222.01 | 395700  | Q59586183 | 1971       |                  | Position | 490,75    | Landkreis Erlangen-Höchstadt (100,0 %) |           |
| LSG Bischofsmeilwald, Schutz von Landschaftsteilen im Gebiet des Landkreises Erlangen (LSG im Bereich der Gemeinde Bubenreuth)                                                                                           | weitere Bilder | LSG-00256.01 | 395734  | Q59586153 | 1973       |                  | Position | 141,56    | Landkreis Erlangen-Höchstadt (99,9 %) |           |
| LSG Mohrhof |                | LSG-00362.01 | 395871  | Q59586154 | 1984       |                  | Position | 485,86    | Landkreis Erlangen-Höchstadt (100 %) |           |
| LSG Mönau | weitere Bilder | LSG-00393.01 | 395901  | Q59586235 | 1986       |                  | Position | 204,32    | Landkreis Erlangen-Höchstadt (99,9 %) |           |
| Schutz von Landschaftsräumen im Bereich der Stadt Herzogenaurach |                | LSG-00399.01 | 395907  | Q59586156 | 1987       |                  | Position | 1598,55   | Landkreis Erlangen-Höchstadt (99,9 %) |           |
| Buckenhof | weitere Bilder | LSG-00589.01 | 396138  | Q59586158 | 2006       |                  | Position | 60,07     | Erlangen (1,9 %), Landkreis Erlangen-Höchstadt (98,1 %) |           |
| Rednitz-, Pegnitz- und Regnitztalsystem | weitere Bilder | LSG-00523.01 | 396044  | Q59584801 | 1998       |                  | Position | 696,48    | Fürth (100,0 %) |           |
| Waldgebiet Mannhof | weitere Bilder | LSG-00523.02 | 396045  | Q59584802 | 1998       |                  | Position | 136,26    | Fürth (100,0 %) |           |
| Trappenholz (Wald am Schießplatz Burgfarrnbach) |                | LSG-00523.03 | 396046  | Q59584803 | 1998       |                  | Position | 12,42     | Fürth (100 %) |           |
| Zenntal/Zennwald | weitere Bilder | LSG-00523.04 | 396047  | Q59584804 | 1998       |                  | Position | 184,38    | Fürth (100 %) |           |
| Talzug Heidestraße | weitere Bilder | LSG-00523.05 | 396048  | Q59584806 | 1998       |                  | Position | 9,01      | Fürth (100 %) |           |
| Poppenreuther Landgraben | weitere Bilder | LSG-00523.06 | 396049  | Q59584808 | 1998       |                  | Position | 4,81      | Fürth (100 %) |           |
| Am (Bucher) Landgraben | weitere Bilder | LSG-00523.07 | 396050  | Q59584809 | 1966       |                  | Position | 63,82     | Fürth (100 %) |           |
| Herboldshofer Landgraben | weitere Bilder | LSG-00523.08 | 396051  | Q59584810 | 1998       |                  | Position | 9,28      | Fürth (100 %) |           |
| Bucher Landgraben, Bisloher Entwässerungsgraben | weitere Bilder | LSG-00523.09 | 396052  | Q59584812 | 1998       |                  | Position | 10,93     | Fürth (100 %) |           |
| Scherbsgraben |                | LSG-00523.10 | 396053  | Q59584813 | 1998       |                  | Position | 11,64     | Fürth (100 %) |           |
| Farrnbachtal | weitere Bilder | LSG-00523.11 | 396054  | Q59584814 | 1998       |                  | Position | 131,38    | Fürth (100 %) |           |
| Michelbachtal | weitere Bilder | LSG-00523.12 | 396055  | Q59584815 | 1998       |                  | Position | 45,59     | Fürth (100 %) |           |
| Stadtwald | weitere Bilder | LSG-00523.13 | 396056  | Q59584816 | 1998       |                  | Position | 443,28    | Fürth (100 %) |           |
| LSG Stein | weitere Bilder | LSG-00485.01 | 395993  | Q59584937 | 1994       |                  | Position | 696,7     | Landkreis Fürth (100,0 %) |           |
| LSG Roßtal | weitere Bilder | LSG-00512.01 | 396023  | Q59584938 | 1997       |                  | Position | 1612,14   | Landkreis Fürth (100,0 %) |           |
| LSG Obermichelbach-Puschendorf-Tuchenbach | weitere Bilder | LSG-00530.01 | 396063  | Q59584940 | 1999       |                  | Position | 493,96    | Landkreis Fürth (99,8 %) |           |
| Verordnung über das Landschaftsschutzgebiet Seukendorf-Veitsbronn | weitere Bilder | LSG-00539.01 | 396090  | Q59584942 | 2000       |                  | Position | 804,86    | Landkreis Fürth (100,0 %) |           |
| Wald- und Weiherlandschaften im östlichen Landkreis |                | LSG-00502.01 | 396010  | Q59586336 | 1996       |                  | Position | 1747,09   | Landkreis Neustadt an der Aisch (100,0 %) |           |
| Aischauen |                | LSG-00502.02 | 396011  | Q59586337 | 1996       |                  | Position | 422,91    | Landkreis Neustadt an der Aisch (99,8 %) |           |
| Talgründe im Iff- und Gollachgau |                | LSG-00502.03 | 396012  | Q59586338 | 1996       |                  | Position | 588,29    | Landkreis Neustadt an der Aisch (100 %) |           |
| Laubwälder südlich von Uffenheim |                | LSG-00502.04 | 396013  | Q59586339 | 1996       |                  | Position | 1009,76   | Landkreis Neustadt an der Aisch (100,0 %) |           |
| LSG innerhalb des Naturparks Steigerwald (ehemals Schutzzone) | weitere Bilder | LSG-00569.01 | 396119  | Q59586157 | 1988       |                  | Position | 88558,46  | Landkreis Bamberg (20,3 %), Landkreis Erlangen-Höchstadt (3,6 %), Landkreis Neustadt an der Aisch (38,4 %), Landkreis Haßberge (17,0 %), Landkreis Kitzingen (14,0 %), Landkreis Schweinfurt (6,7 %)                                                                                                |           |
| Königshof | weitere Bilder | LSG-00536.01 | 396069  | Q59527015 | 2000       |                  | Position | 823,47    | Nürnberg (99,9 %) |           |
| Fischbach | weitere Bilder | LSG-00536.02 | 396070  | Q59527016 | 2000       |                  | Position | 55,62     | Nürnberg (99,7 %) |           |
| Worzeldorfer Berg - Glasersberg | weitere Bilder | LSG-00536.03 | 396071  | Q59527019 | 2000       |                  | Position | 57,02     | Nürnberg (99,6 %) |           |
| Rednitztal - Mitte | weitere Bilder | LSG-00536.04 | 396072  | Q59527021 | 2000       |                  | Position | 280,75    | Nürnberg (99,7 %) |           |
| Pegnitztal Ost | weitere Bilder | LSG-00536.05 | 396073  | Q59527022 | 2000       |                  | Position | 261,16    | Nürnberg (99,9 %) |           |
| Wöhrder See | weitere Bilder | LSG-00536.06 | 396074  | Q59527570 | 2000       |                  | Position | 115,22    | Nürnberg (100 %) |           |
| Pegnitztal West | weitere Bilder | LSG-00536.07 | 396075  | Q59527026 | 2000       |                  | Position | 59,38     | Nürnberg (100 %) |           |
| Eichenwaldgraben - Stockweiher | weitere Bilder | LSG-00536.08 | 396076  | Q59527027 | 2000       |                  | Position | 343,32    | Nürnberg (100 %) |           |
| Holzheim | weitere Bilder | LSG-00536.09 | 396077  | Q59527028 | 2000       |                  | Position | 79,87     | Nürnberg (99,7 %) |           |
| Rednitztal - Nord |                | LSG-00536.10 | 396078  | Q59527030 | 2000       |                  | Position | 41,39     | Nürnberg (99,6 %) |           |
| Brunn - Netzstall | weitere Bilder | LSG-00536.11 | 396079  | Q59527031 | 2000       |                  | Position | 310,4     | Nürnberg (99,8 %) |           |
| Birnthon | weitere Bilder | LSG-00536.12 | 396080  | Q59527033 | 2000       |                  | Position | 30,4      | Nürnberg (99,4 %) |           |
| Gründlachtal - Ost | weitere Bilder | LSG-00536.13 | 396081  | Q59527035 | 2000       |                  | Position | 352,47    | Nürnberg (99,8 %) |           |
| Kraftshofer Forst | weitere Bilder | LSG-00536.14 | 396082  | Q59528003 | 2000       |                  | Position | 356,56    | Nürnberg (99,3 %) |           |
| Tiefgraben und Kohlbuck | weitere Bilder | LSG-00536.15 | 396083  | Q59527039 | 2000       |                  | Position | 119,61    | Nürnberg (99,9 %) |           |
| Schmausenbuck | weitere Bilder | LSG-00536.16 | 396084  | Q59528120 | 2000       |                  | Position | 134,36    | Nürnberg (99,9 %) |           |
| Rednitztal - Süd | weitere Bilder | LSG-00536.17 | 396085  | Q59527042 | 2000       |                  | Position | 261,97    | Nürnberg (99,7 %) |           |
| Kornburg | weitere Bilder | LSG-00536.18 | 396086  | Q59527045 | 2000       |                  | Position | 265,18    | Nürnberg (99,8 %) |           |
| Langwasser | weitere Bilder | LSG-00536.19 | 396087  | Q59527047 | 2000       |                  | Position | 460,36    | Nürnberg (99,9 %) |           |
| LSG Nuschelberg | weitere Bilder | LSG-00190.01 | 395659  | Q59524568 | 1970       |                  | Position | 533,28    | Landkreis Nürnberger Land (100 %) |           |
| Ausweisung des LSG Nördlicher Jura | weitere Bilder | LSG-00543.01 | 396094  | Q59524756 | 2001       |                  | Position | 21886,84  | Landkreis Nürnberger Land (100,0 %) |           |
| Ausweisung des LSG Südlicher Jura mit Moritzberg und Umgebung | weitere Bilder | LSG-00544.01 | 396095  | Q59525703 | 2001       |                  | Position | 16637,46  | Landkreis Nürnberger Land (100,0 %) |           |
| LSG Pegnitzaue Schwaig | weitere Bilder | LSG-00576.01 | 396125  | Q59526170 | 2002       |                  | Position | 169,73    | Landkreis Nürnberger Land (100,0 %) |           |
| LSG Rückersdorf | weitere Bilder | LSG-00583.01 | 396133  | Q59525859 | 2005       |                  | Position | 158,68    | Landkreis Nürnberger Land (100 %) |           |
| Schwarzachtal mit Nebentälern | weitere Bilder | LSG-00587.01 | 396136  | Q59525860 | 2006       |                  | Position | 3990,64   | Landkreis Nürnberger Land (100,0 %) |           |
| Schutz des Landschaftsraumes im Gebiet des Landkreises Roth - Südliches Mittelfränkisches Becken westlich der Schwäbischen Rezat und der Rednitz mit Spalter Hügelland, Abenberger Hügelgruppe und Heidenberg (LSG West) | weitere Bilder | LSG-00427.01 | 395935  | Q25340132 | 1989       |                  | Position | 14546,56  | Landkreis Roth (100,0 %) |           |
| Schutz des Landschaftsraumes im Gebiet des Landkreises Roth - Südliches Mittelfränkisches Becken östlich der Schwäbischen Rezat und der Rednitz mit Vorland der Mittleren Frankenalb (LSG Ost)                           | weitere Bilder | LSG-00428.01 | 395936  | Q25340133 | 1989       |                  | Position | 25348,33  | Landkreis Roth (100,0 %) |           |
| Landschaftsschutzverordnung für das ehemalige Übungsgelände der US-Army (LSchV-US-Army) | weitere Bilder | LSG-00508.01 | 396019  | Q59533536 | 1997       |                  | Position | 37,99     | Schwabach (100 %) |           |
| Oberes Schwabachtal mit Nadlersbach und Mittelbach | weitere Bilder | LSG-00517.01 | 396028  | Q59533538 | 1998       |                  | Position | 611,28    | Schwabach (100,0 %) |           |
| östlicher Abschnitt des westlich-östlich gerichteten Talgrundes Pointwiesen | weitere Bilder | LSG-00517.02 | 396029  | Q59533655 | 1998       |                  | Position | 17,74     | Schwabach (100 %) |           |
| Mündungsgebiet von Rednitz und Schwabach | weitere Bilder | LSG-00517.03 | 396030  | Q59533540 | 1998       |                  | Position | 327,78    | Schwabach (99,9 %) |           |
| Gebiet südlich des bebauten Gebietes des Ortsteils Obermainbach und der Straße von Obermainbach nach Walpersdorf | weitere Bilder | LSG-00517.04 | 396031  | Q59533542 | 1998       |                  | Position | 121,23    | Schwabach (99,9 %) |           |
| Waldgebiet der Maisenlach | weitere Bilder | LSG-00517.05 | 396032  | Q59533543 | 1998       |                  | Position | 223,93    | Schwabach (100 %) |           |
| Talgrund entlang der Rittersbacher Straße und im Gebiet der Steigäcker | weitere Bilder | LSG-00517.06 | 396033  | Q59533544 | 1998       |                  | Position | 26,19     | Schwabach (100 %) |           |
| Volkachtal zwischen der Stadtgrenze und dem bebauten Gebiet des Ortsteils Unterreichenbach | weitere Bilder | LSG-00517.07 | 396034  | Q59533545 | 1998       |                  | Position | 76,63     | Schwabach (100 %) |           |
| mittlerer Abschnitt des Schwabachtales | weitere Bilder | LSG-00517.08 | 396035  | Q59533548 | 1998       |                  | Position | 20,84     | Schwabach (100 %) |           |
| westlicher Abschnitt des westlich-östlich gerichteten Talgrundes Pointwiesen | weitere Bilder | LSG-00517.09 | 396036  | Q59533934 | 1998       |                  | Position | 7,12      | Schwabach (100 %) |           |
| Nördlicher Abschnitt des Rednitztales | weitere Bilder | LSG-00517.10 | 396037  | Q59533551 | 1998       |                  | Position | 93,81     | Schwabach (100,0 %) |           |
| Im Gebiet Kappelberg und Ellbogental | weitere Bilder | LSG-00517.11 | 396038  | Q59534011 | 1998       |                  | Position | 89,68     | Schwabach (100 %) |           |
| Schutz von Landschaftsteilen (Landschaftsschutzverordnung) - Südhang Absberg | weitere Bilder | LSG-00469.01 | 395977  | Q25340079 | 1992       | Absberg          | Position | 16,4      | Landkreis Weißenburg-Gunzenhausen (100 %) |           |
| Schutz von Landschaftsteilen (Landschaftsschutzverordnung) - Kleiner Brombachsee | weitere Bilder | LSG-00526.01 | 396059  | Q25340032 | 1998       | Absberg, Pfofeld | Position | 255,23    | Landkreis Weißenburg-Gunzenhausen (100 %) |           |
| Schutzzone im Naturpark Altmühltal | weitere Bilder | LSG-00565.01 | 396115  | Q23787649 | 1995       |                  | Position | 163135,05 | Ingolstadt (0,1 %), Landkreis Eichstätt (36,3 %), Landkreis Neuburg-Schrobenhausen (4,0 %), Landkreis Kelheim (8,7 %), Landkreis Neumarkt in der Oberpfalz (8,2 %), Landkreis Regensburg (1,5 %), Landkreis Roth (6,4 %), Landkreis Weißenburg-Gunzenhausen (22,8 %), Landkreis Donau-Ries (11,8 %) |           |